# Rangdienstalter
Das Rangdienstalter (kurz: R.D.A.), früher oft Patent genannt, bezeichnete das Datum, unter dem ein Offizier mit seinem Dienstgrad in die offizielle Dienstaltersliste eingetragen wurde. Dieses Datum hatte in einem auf dem Anciennitätsprinzip beruhenden Rangsystem erheblichen Einfluss auf die Reihenfolge der Beförderungen. Das Datum des Rangdienstalters konnte stark vom eigentlichen Datum einer Beförderung differieren (Vorpatentierung).
Beispiel
Auszug aus der Liste der Generalstabsoffiziere der Wehrmacht:
| Lfd. Nr. | Dienstgrad      | R.D.A.       | Name            | Dienststellung                           |
| -------- | --------------- | ------------ | --------------- | ---------------------------------------- |
| 1.       | Generaloberst   | 19.7.40(8)   | Heinz Guderian  | Chef.GenSt.d.H.                          |
| 16.      | Generalleutnant | 1.1.44(10)   | Hans Speidel    | F.R.OKH. (D.r.P3)                        |
| 73.      | Oberst          | 1.1.44(144a) | Reinhard Gehlen | Abt.Chef Abt.Fr.Heere Ost im Gen.St.d.H. |
| 689.     | Major           | 1.1.43(21)   | Hans Eberling   | Gen.St. 545. Gren.Div. – Ib              |